# Baye de Montreux
Die Baye de Montreux ist ein rund acht Kilometer langer Wildbach im Bezirk Riviera-Pays-d’Enhaut im Kanton Waadt in der Schweiz. 

## Name
Der Fluss wird 1250 erstmals schriftlich genannt (intra duas Baies). Der Name leitet sich von keltisch *Bagia für 'Buchenwald' ab.

## Verlauf
Der Bach entspringt oberhalb von Jor, Ortsteil der Stadt Montreux, am Fusse des Bergmassivs der Cape au Moine. Beim Ortsteil Les Avants mündet der Wildbach Ruisseau de la Bergière und wenig später der Bach Ruisseau des Vaunaises. Danach fliesst die Baye de Montreux weiter, bis sie in Montreux selbst mit einem Schuttkegel in den Genfersee mündet. Der Wildbach bildet oberhalb des Genfersees die Schlucht Chauderon.